# Causa sui
 (février 2010).
Si vous disposez d'ouvrages ou d'articles de référence ou si vous connaissez des sites web de qualité traitant du thème abordé ici, merci de compléter l'article en donnant les références utiles à sa vérifiabilité et en les liant à la section « Notes et références ».
Causa sui (en latin : cause de soi-même) est une locution latine désignant une chose ou un être généré à partir de lui-même, par lui-même, sans l'intervention extérieure d'un fabricant ou d'un créateur. Dieu, en tant qu'il est cause première, est souvent conceptualisé comme causa sui.  

## Concept
Le concept de causa sui est présent en philosophie scolastique. 

## Thèses

### Thomas d'Aquin et Dieu
Dans la tradition théologique, en particulier chez Thomas d'Aquin[réf. nécessaire], Dieu ne peut s'être créé et ne peut donc être causa sui ; en outre, à l'instar de la cause finale, la cause de soi est un concept qui apparut contradictoire à beaucoup de penseurs dont Arthur Schopenhauer, raison pour laquelle il fut aussi rejeté en théologie. Ce rejet ne fut cependant pas unanime, et certains philosophes maintinrent que Dieu s'est créé lui-même.

### Descartes et lacausa suiducogitoet de Dieu
C'est René Descartes qui popularise le concept de causa sui. Il en fait la cause efficiente de Dieu par laquelle Dieu est. L'histoire de la philosophie a montré que Descartes s'était inspiré des œuvres scolastiques pour tenir la causa sui comme cause suffisante pour l'existence de Dieu.

### Spinoza
La causa sui apparaît ensuite chez Spinoza, lecteur de Descartes. La causa sui est au cœur de son Éthique, qui débute par : « j'entends par cause de soi ce dont l'essence enveloppe l'existence, ou ce dont la nature ne peut être conçue que comme existante ». Autrement dit, il appartient à la nature de l'être  d'exister.

### Schopenhauer et la critique de lacausa sui
Arthur Schopenhauer étudie la causa sui en réfléchissant à l’œuvre de Spinoza. Il la considère comme un procédé philosophique fallacieux.

### Merleau-Ponty et la critique ducogito
Dans la Phénoménologie de la perception, Maurice Merleau-Ponty critique le cogito de Descartes en disant que ce concept a une structure causa sui. En effet, pour être soi-même conscient, il faut être conscient d'être conscient de quelque chose au moment où l'on est conscient de cette chose ; cela est particulièrement vrai lorsqu'il s'agit d'être conscient que l'on est conscient. D'après ce phénoménologue, la conscience propre doit donc être interprétée comme cause d'elle-même[réf. nécessaire].